# Dampierre-en-Montagne
 Dampierre-en-Montagne  là một xã ở tỉnh Côte-d'Or trong vùng Bourgogne-Franche-Comté, phía đông nước Pháp. Xã Dampierre-en-Montagne nằm ở khu vực có độ cao trung bình 480 mét trên mực nước biển.